# Jo Tong-sop
Jo Tong-sop est un footballeur puis entraîneur nord-coréen. Il dirige notamment l'équipe nationale nord-coréenne en 2011 lors de la phase finale de la Coupe d'Asie des nations au Qatar.

## Biographie

### Carrière de joueur
Né le 1er mai 1959, Jo Tong-sop réalise une longue carrière de joueur (près de vingt ans). Peu d'informations sont connues sur cette époque, mais il s'avère que Jo est international nord-coréen, remportant la King's Cup 1986 face au club danois d'AGF Århus.

### Carrière d'entraîneur
En 2005, Jo Tong-sop intègre le giron fédéral et prend en charge l'équipe nationale des moins de 17 ans nord-coréenne, qui doit participer à la Coupe du monde de sa catégorie au Pérou. Les jeunes Nord-Coréens parviennent à passer le premier tour, ne s'inclinant en quarts de finale qu'après prolongations face au Brésil.  
L'année suivante, le technicien suit son groupe de joueurs puisqu'il est à la tête des moins de 19 ans nord-coréenne, engagée en Coupe d'Asie de sa catégorie. Il s'acquitte parfaitement de sa mission puisque son équipe remporte la compétition, s'inclinant lors du match d'ouverture face à l'Ouzbékistan avant de remporter tous les rencontres qui suivent, jusqu'à la victoire en finale face aux jeunes Australiens. Ce trophée, le troisième pour les moins de 19 ans nord-coréens, lui ouvre les portes de la Coupe du monde des moins de 20 ans 2011. Dans le même temps, Jo Tong-sop est membre de l'équipe technique de l'équipe senior nord-coréenne, en tant qu'adjoint de Kim Jong-hun. Il fait ainsi partie du voyage en Afrique du Sud, à l'occasion de la phase finale de la Coupe du monde 2010. Le parcours nord-coréen s'achève dès le premier tour avec trois défaites en autant de rencontres.
À l'issue de la Coupe du monde, le sélectionneur Kim Jong-hun est limogé et remplacé par Jo Tong-sop. L'objectif assigné par les dirigeants fédéraux est de bien figurer lors de la phase finale de la Coupe d'Asie des nations 2011, pour laquelle la Corée du Nord est qualifiée, à la suite de son succès lors de l'AFC Challenge Cup 2010. Après avoir concédé le match nul 0-0 face aux Émirats arabes unis, les Chollimas s'inclinent face à l'Iran puis contre l'Irak, sans parvenir à marquer un seul but. Cette élimination précoce met un terme au mandat de Jo à la tête de la sélection.
En juillet 2011, il reprend les rênes de la sélection des moins de 20 ans pour les accompagner lors de la phase finale de la Coupe du monde en Colombie. Une nouvelle fois, la déception est au rendez-vous puisque les jeunes Chollimas terminent à la dernière place de leur poule du premier tour, derrière l'Argentine, le Mexique et l'Angleterre, sans réussir à marquer un seul but. Le dernier match de poule, perdu 3-0 face à l'Argentine, est le dernier de Jo Tong-sop à la tête de la sélection. Il reste quatre ans à la tête des jeunes Nord-Coréens avant de reprendre les rênes de la sélection nationale, après l'éviction de Yun Jong-su, en fin d'année 2014. L'enjeu principal dans les semaines suivantes est la participation à la phase finale de la Coupe d'Asie 2015. La dernière place de la sélection dans son groupe, avec trois défaites en trois rencontres, écourte ce second mandat du technicien, qui est remplacé par Kim Chang-bok.

## Palmarès d'entraîneur
- Vainqueur de la Coupe d'Asie des nations des moins de 19 ans 2010 avec la Corée du Nord U20
- Vainqueur de l'AFC Challenge Cup 2010 avec la Corée du Nord (adjoint)